# Măcărești, Iași
Măcărești este un sat în comuna Prisăcani din județul Iași, Moldova, România.